# Římskokatolická farnost Strunkovice nad Blanicí
Římskokatolická farnost Strunkovice nad Blanicí je územním společenstvím římských katolíků v rámci prachatického vikariátu Českobudějovické diecéze. Je součástí většího farního obvodu spravovaného z farnosti Prachatice.

## O farnosti

### Historie
K roku 1359 je ve Strunkovicích zmiňovaná plebánie. Ještě v roce 1574 je strunkovická farnost jednou ze šestnácti katolických farností Volyňského děkanátu, jejím farářem byl tehdy P. Benedikt Habren. V roce 1593 přešly Strunkovice z majetku rožmberského panství na Helfenburku do majetku města Prachatic. Po bitvě na Bílé hoře farnnost zanikla a Strunkovice také změnily majitele - stal se jím rod Eggenbergů. Po zániku farnosti zde duchovní správu vykonával nejprve prachatický děkan, později farář farnosti Bavorov. K obnovení farnosti došlo až za Schwarzenberků v roce 1744, kdy začaly být vedeny i matriční knihy.
| Fotografie | Kostel                         | Místo                   | Bohoslužba             | Bohoslužba             | Poznámka     |
| ---------- | ------------------------------ | ----------------------- | ---------------------- | ---------------------- | ------------ |
|            | Kostel svatého Dominika        | Strunkovice nad Blanicí | neděle úterý           | 9.15 8.00              | farní kostel |
|            | Kaple svatého Jana Nepomuckého | Žíchovec                | neslouží se pravidelně | neslouží se pravidelně | obecní kaple |